# Damien Garcia
Pour les articles homonymes, voir García.
Damien Garcia, (né le 17 avril 1992 à Pau) est un ancien coureur cycliste français. Professionnel pendant quatre ans de 2014 à 2017, il est amené à interrompre sa carrière après avoir été renversé par une voiture au cours d’un entraînement. Il dirige l'équipe continentale asiatique Interpro Cycling Academy pendant deux saisons, de 2018 à 2019. Il intègre l’encadrement de l'équipe Burgos-BH en 2021, fonction qu'il occupe toujours en 2025.

## Biographie

### Débuts cyclistes et carrière chez les amateurs
Damien Garcia commence le cyclisme à 16 ans et demi au Vélo club Nayais. En 2011, il est recruté par l’équipe Naturgas Energía, réserve espoir de la formation professionnelle espagnole Euskaltel-Euskadi, en même temps que ses compatriotes Karl Baudron et Loïc Chetout,,. Ce choix lui permet de participer à des courses espagnoles comme le Tour de la communauté de Madrid espoirs (une épreuve inscrite au calendrier de l'UCI Europe Tour en catégorie 2.2U) et à des courses françaises comme le Tour du Piémont pyrénéen qu'il termine en dix-huitième position ou encore l'Essor basque et le Prix de la Ville du Mont Pujols.
En 2012, il remporte le Grand Prix Le Houga et le Grand Prix Lahontan. Toutefois, les difficultés économiques de la formation Naturgas Energía l'amène à finir sa saison en France au  VCP Langon.
Après presque deux saisons passées en Espagne, il rejoint en 2013 les rangs du GSC Blagnac Vélo Sport 31 pour sa troisième année dans la catégorie espoir. Il se distingue sur différentes épreuves en Guadeloupe où il vit une partie de l'année (et porte pour l'occasion les couleurs du Vélo du Centre et de la Caraïbe). Il monte ainsi sur la seconde marche du podium au Tour de Basse Terre, termine quatrième du Grand Prix de Port ou encore cinquième du Trophée Anse Bertrand.

### Carrière professionnelle
Damien Garcia devient coureur professionnel en 2014, dans l'équipe continentale luxembourgeoise Differdange-Losch où il rejoint le Normand César Bihel,,. Souvent malchanceux et blessé pour ses premiers pas chez les professionnels, il n'engrange aucun résultat significatif à l'issue de sa première saison à ce niveau, mais parvient tout de même à décrocher un contrat avec la formation norvégienne Frøy Oslo en fin d'année,.
En 2015 pour ses débuts au sein de la formation norvégienne, il s'échappe sur la première manche du Challenge de Majorque (le Trofeo Santanyí-Ses Salines-Campos) en compagnie du Luxembourgeois Alex Kirsch et réussit le tour de force de glaner quatre classements annexes de l'épreuve espagnole. En effet, il s'adjuge à cette occasion le classement du meilleur grimpeur, celui du combiné, de la combativité et enfin celui des sprints spéciaux. Il réalise par la suite une saison assez constante et se distingue par plusieurs échappées. il obtient également quelques places d'honneur au cours de l'année et termine notamment sixième de la coupe Frédéric Jalton, septième d'une étape du Tour cycliste international de la Guadeloupe ainsi que du contre-la-montre de la course Baltique-Monts des Géants (deux épreuves inscrites au calendrier de l'UCI Europe Tour).
À la suite de l'arrêt de Frøy Oslo en fin de saison 2015, il s'engage avec l'équipe continentale Stradalli-Bike Aid l'année suivante,. Grâce à la formation allemande, il découvre de nouvelles épreuves comme la Vuelta a la Independencia Nacional (où il se classe dans les vingt premiers à l'arrivée de quatre étapes) et la Tropicale Amissa Bongo qu'il termine en 35e position.
À l'instar de ses compatriotes Julien Amadori, Tom Bossis et Florian Hudry il signe un contrat avec la nouvelle équipe continentale japonaise Interpro Academy en 2017. C'est donc un quatrième pays en autant d'équipes qu'il découvre à l'aube de cette nouvelle saison chez les professionnels. Renversé par une voiture à l'entrainement mois de janvier, il manque les premières courses de la saison,. Partiellement remis de ses blessures, Damien Garcia participe une nouvelle fois à la Tropicale Amissa Bongo et boucle la course gabonaise à la 41e place. En mai il termine cinquième d'une étape du Tour de Tunisie où il finit vingt-troisième du classement général. La suite de sa saison est moins brillante et le coureur originaire du Béarn, dans l'incapacité de surmonter totalement les séquelles de son accident, décide en fin d'année d'arrêter sa carrière professionnelle,.

### Reconversion
En 2018 il devient manager général de l'équipe continentale asiatique Interpro Stradalli. Il est nommé directeur sportif de la formation espagnole Burgos-BH en 2021, fonction qu'il occupe toujours en 2025.

## Palmarès
- 2010
  - Grand Prix de Garindein
  - Trofeo Santa Lutzia
  - 3e du Grand prix cycliste d'Aillas
- 2012
  - Grand Prix Le Houga
  - Grand Prix Lahontan.
- 2013
  - 2e de Tour de Basse-Terre